# 六角定赖
六角定赖（1495年—1552年1月21日），六角高賴次子，日本戰國时代南近江的守護大名，官至從四位下彈正忠，諡號江雲，法名雲光寺殿光室亀公大居士。
六角定賴於永正元年（1504年）在京都相國寺出家為僧，稱吉侍者。永正15年（1518年），由於嫡長兄六角氏綱在與細川家的戰爭中被討死，身為嫡次子的定賴被迫還俗繼承家業。
六角定賴是六角家的一代英主，率軍降伏淺井家(淺井久政)，並修築觀音寺城。
內政方面，定賴率先推出「城割」的命令，要求眾家臣各自毀掉原有的居城，全部集中於觀音寺城，以便管理。這道「城割」命令，後世認為是往後一國一城令的雛形。定賴也是第一位實施樂市的大名，使觀音寺城的城下町成為眾商雲集的商業都市。
外交方面，以足利將軍支持者的身分，介入當時室町幕府的中央政治。他也以政治聯姻的方式，讓自己的子女與各鄰國大名聯姻。六角家在定賴所領導期間，達到了最全盛的時代。
1552年逝世後，嫡長子六角義賢繼位。

## 關連項目
- 山科本願寺之戰
- 法華一揆
- 舍利寺之戰